# 順天堂大学医学部附属順天堂越谷病院
順天堂大学医学部附属順天堂越谷病院（じゅんてんどうだいがくいがくぶふぞくじゅんてんどうこしがやびょういん）は、埼玉県越谷市に所在する病院である。学校法人順天堂の大学付属病院。

## 沿革
（この節の出典）
- 1967年（昭和42年） - 財団法人順天堂精神医学研究所開設。
- 1968年（昭和43年） - 研究所附属順天堂越谷病院開院。
- 1989年（平成元年） - 順天堂大学医学部附属順天堂越谷病院に改組。
- 2003年（平成15年） - 順天堂越谷病院に6号館（内科系外来棟）竣工 内科・皮膚科・神経内科の専門外来開始。
- 2005年（平成17年） - 診療科名称の変更：「精神科」を「メンタルクリニック」へ。
- 2018年（平成30年） - 整形外科の専門外来開始 診療科名称の変更：「神経内科」を「脳神経内科」へ。
- 2024年（令和6年）  - 越谷病院は、新棟建設で一般病床200床を新たに設ける一方、現在226床ある精神科病床を48床に縮小して計248床とする方針

## 診療科
- メンタルクリニック
- 内科
- 脳神経内科
- 皮膚科
- 整形外科

## 医療機関の指定等
- 保険医療機関
- 指定自立支援医療機関（精神通院医療）
- 身体障害者福祉法指定医の配置されている医療機関
- 精神保健及び精神障害者福祉に関する法律に基づく指定病院・応急入院指定病院
- 精神保健指定医の配置されている医療機関

## 交通アクセス
- 東武伊勢崎線せんげん台駅下車、西口より徒歩6分